# Rondinella
Rondinella ist eine Rotweinsorte aus dem italienischen Veneto. 
Sie ist ein Bestandteil von Valpolicella, Bardolino, Amarone della Valpolicella und Recioto della Valpolicella. Verschnitten wird sie häufig mit den Rebsorten Molinara und Corvina Veronese.

## Abstammung
Die rote Rebsorte stammt aus Italien. Die früheste Erwähnung stammt aus dem Jahre 1882. Nach den 2006 erfolgten DNA-Analysen ist sie aus einer wahrscheinlich natürlichen Kreuzung von Corvina Veronese x unbekannter Sorte entstanden. 
Rondinella weist eine genetische Nähe zu den Rebsorten Oseleta, Corvina Veronese, Garganega, Dindarella und Pelara auf.

## Verbreitung
Im Jahre 2010 gab es in Italien 2479 ha, in Australien 2 ha. Weltweit gibt es insgesamt 2481 ha. In den 1990er Jahren wurde eine bestockte Rebfläche von 2.975 ha erhoben. Ihr Anbau ist in den Provinzen Mantua und Verona empfohlen. Die Anbauflächen reichen dabei bis an den Gardasee. Kleinere Bestände gibt es in Argentinien und Brasilien. Die Sorte wird hauptsächlich in den Regionen Venetien und Lombardei kultiviert und dort hauptsächlich als Verschnittpartner für die Sorten Corvina Veronese, Corvinone und Molinara verwendet.

## Ampelografische Sortenmerkmale
- Die Triebspitze ist offen. Sie ist wollig behaart mit leicht rötlichem Anflug. Die grünlichen Jungblätter haben einen bronzefarbenen Anflug (Anthocyan) und sind nur wenig behaart.
- Die großen Blätter sind rundlich (siehe auch den Artikel Blattform) und fünflappig und sind tief gebuchtet. Die Stielbucht ist U-förmig oder einer Lyra entsprechend geformt. Das Blatt ist scharf gezähnt.
- Die pyramidal aufgebaute Traube ist groß (häufig ca. 20 cm lang) und mäßig dicht besetzt. Die Traube ist meist geschultert. Die rundlichen Beeren sind mittelgroß und von violett-schwarzer Farbe. Die Beeren schmecken neutral.

Reife: reift ca. 35 Tage nach dem Gutedel und damit sehr spät.

## Wein
Rondinella wird selten sortenrein ausgebaut, da der Rotwein wenig eigenständigen Charakter aufweisen kann. Sie erbringt farbkräftige und säurebetonte Rotweine mit Kirscharoma.
Siehe auch die Artikel Weinbau in Argentinien und Weinbau in Italien.

## Eigenschaften
Die mittel bis spät reifende, sehr ertragreiche Rebe ist widerstandsfähig gegen die meisten Pilzkrankheiten. 